# Ringwall Am brennten Buck
Der Ringwall Am brennten Buck ist eine abgegangene frühgeschichtliche Höhenburg (Ringwallanlage) auf einer 697 m ü. NN hohen Anhöhe südlich der Ruine Grüneck. Der Ringwall befindet sich auf der Gemarkung von Obereggenen, einem heutigen Ortsteil von Schliengen im baden-württembergischen Landkreis Lörrach.
Von der ehemaligen Ringwallanlage sind nur noch Wall- und Grabenreste erhalten. Der Ringwall war 63 Meter lang und 27 Meter breit und der vorgelagerte Graben 4 bis 15 Meter breit.